# Trofeo Su Alteza Real Princesa Sofía
El Trofeo Su Alteza Real Princesa Sofía es una competición anual de vela para embarcaciones de vela ligera que se disputa en la isla de Mallorca desde 1968. Actualmente lo organizan la Federación Balear de Vela, el Real Club Náutico de Palma, el Club Náutico El Arenal y el Club Marítimo San Antonio de la Playa. Ha tenido diferentes patrocinadores, como Fergus Hotels (actualmente), Iberostar, MAPFRE o Majorica, que han añadido su nombre a la denominación comercial de la competición.   

## Historia
El Trofeo S.A.R. Princesa Sofía se creó por el Real Club Náutico de Palma en 1968 como competición exclusiva para la clase Dragon, de manera similar a la competición que se celebraba en Gijón para la clase Snipe denominada Copa de S.A.R. Príncipe Juan Carlos desde 1963, organizada por el Real Club Astur de Regatas.
En 1974, por expreso deseo de la entonces Princesa Doña Sofía, se añadieron a la clase Dragon las clases Snipe, Soling, Finn, Europa, 470 y 420, incorporando la denominación Semana Internacional de Palma al nombre del trofeo, y sumándose a la organización del Real Club Náutico de Palma los clubes Club Náutico El Arenal, Club Marítimo San Antonio de la Playa y Club de Mar Mallorca.
Si bien se comenzaron a otorgar premios individuales a los ganadores de cada clase al añadirse clases a la hasta entonces única (Dragon), el Trofeo S.A.R. Princesa Sofía se mantuvo como trofeo único, entregándose al ganador absoluto de todas las clases. 
En 1976 se añadió la clase Vaurien y las regatas de cruceros, y en 1978 se sustituyó a la clase fundacional, la Dragon, por la clase Star. En 1984 se añadió la clase Mistral (windsurf), y en 2001 se eliminaron las regatas de cruceros y las clases de vela ligera que no son olímpicas, por lo que la competición actual solo incluye clases olímpicas. La clase fundacional, la Dragon, volvió a participar en 2015 como clase invitada, al igual que otras que van rotando, como Formula Kite (Kitesurf), International 2.4mR o SKUD 18. Es una de las pruebas del Grand Slam de Vela, y desde 2015 es valedera para la EUROSAF Champions Sailing Cup.

## Palmarés
| Año  | Tripulación campeona                                                | Nación        | Clase           |
| 1968 | A. Larrañaga, J. Fdez. de Mesa y G. Macpherson                      | España        | Dragon          |
| 1969 | A. Holm, P. Holm y P. Hons Jensen                                   | Dinamarca     | Dragon          |
| 1971 | M. Pedersen, J. Borensen y M. Nielsen                               | Dinamarca     | Dragon          |
| 1972 | H. Fereberger, F. Eisl y K. Stangl                                  | Austria       | Dragon          |
| 1973 | Juan Carlos de Borbón, Gonzalo Fernández de Córdoba y Félix Gancedo | España        | Dragon          |
| 1974 | P. Lecrit y D. Duvallet                                             | Francia       | 470             |
| 1975 | Tomas Estela y Miguel Estela                                        | España        | 420             |
| 1976 | Toño Gorostegui y Pedro Millet                                      | España        | 470             |
| 1978 | Félix Gancedo y Carlos Llamas                                       | España        | Snipe           |
| 1979 | A. Gutiérrez y M. Cerda                                             | España        | 470             |
| 1979 | Luis Doreste                                                        | España        | Europa          |
| 1979 | Jan Abascal y Miguel Noguer                                         | España        | Flying Dutchman |
| 1980 | Félix Gancedo y Carlos Llamas                                       | España        | Snipe           |
| 1981 | L. Hjortnaes                                                        | Dinamarca     | Finn            |
| 1982 | Félix Gancedo y Carlos Llamas                                       | España        | Snipe           |
| 1983 | Jorge Haenelt y Laureano Wizner                                     | España        | Snipe           |
| 1984 | F.G. Lamadrid                                                       | España        | Mistral         |
| 1985 | Luis Doreste y Roberto Molina                                       | España        | 470             |
| 1986 | Santiago Lange y Miguel Saubidet                                    | Argentina     | Snipe           |
| 1987 | Santiago Lange y Miguel Saubidet                                    | Argentina     | Snipe           |
| 1988 | Stuart Childerley                                                   | Reino Unido   | Finn            |
| 1989 | Jordi Calafat y Francisco Sánchez                                   | España        | 470             |
| 1990 | Guillermo Parada y Gonzalo Martínez                                 | Argentina     | Snipe           |
| 1991 | Guillermo Parada y Gonzalo Martínez                                 | Argentina     | Snipe           |
| 1992 | Natalia Vía-Dufresne                                                | España        | Europa          |
| 1993 | Antoni Rivas Mas                                                    | España        | Europa          |
| 1994 | George Nehm y Fernando Krahe                                        | Brasil        | Snipe           |
| 1995 | Theresa Zabell y Begoña Vía-Dufresne                                | España        | 470             |
| 1996 | Kristine Roug                                                       | Dinamarca     | Europa          |
| 1997 | Antoni Rivas Mas                                                    | España        | Europa          |
| 1998 | Carlos Espínola                                                     | Argentina     | Mistral         |
| 1999 | Pablo Arandia                                                       | España        | Europa          |
| 2000 | Diego Negri                                                         | Italia        | Laser           |
| 2001 | Sari Multala                                                        | Finlandia     | Europa          |
| 2002 | Alexandre Guyader                                                   | Francia       | Mistral         |
| 2003 | Fredrik Svensson                                                    | Suecia        | Europa          |
| 2004 | Karl Suneson                                                        | Suecia        | Laser           |
| 2005 | Iván Pastor                                                         | España        | Mistral         |
| 2006 | Nick Dempsey                                                        | Reino Unido   | RS:X            |
| 2007 | Barbara Kendall                                                     | Nueva Zelanda | RS:X            |
| 2008 | Petra Niemann                                                       | Alemania      | Laser           |
| 2009 | Blanca Manchón                                                      | España        | RS:X            |
| 2010 | Alessandra Sensini                                                  | Italia        | RS:X            |
| 2011 | Ben Ainslie                                                         | Reino Unido   | Finn            |
| 2012 | Thierry Schmitter                                                   | Países Bajos  | 2.4mR           |
| 2013 | Ida Marie Baad Nielsen y Marie Thusgaard Olsen                      | Dinamarca     | 49er            |
| 2014 | Marit Bouwmeester                                                   | Países Bajos  | Laser           |
| 2015 | Joe Aleh y Polly Powrie                                             | Nueva Zelanda | 470             |
| 2016 | Billy Besson y Marie Riou                                           | Francia       | Nacra 17        |
| 2017 | Zofia Noceti-Klepacka                                               | Polonia       | RS:X            |
| 2018 | Matthew Belcher y Will Ryan                                         | Australia     | 470             |
| 2019 | Yue Tan                                                             | China         | RS:X            |
| 2022 | Rugero Titta y Catterina Banti                                      | Italia        | Nacra 17        |
| 2023 | Max Maeder                                                          | Singapur      | Formula Kite    |
| 2024 | Breiana Whitehead                                                   | Australia     | Formula Kite    |
|      |                                                                     |               |                 |